# Campyloneurum coarctatum
Campyloneurum coarctatum är en stensöteväxtart som först beskrevs av Kze., och fick sitt nu gällande namn av Fée. Campyloneurum coarctatum ingår i släktet Campyloneurum och familjen Polypodiaceae. Inga underarter finns listade.